# Kitsunetsuki

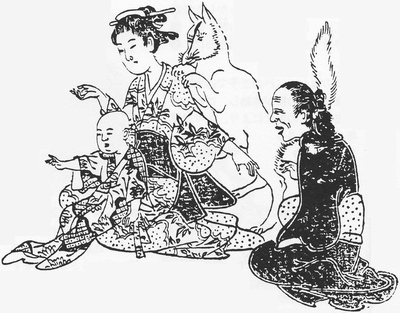
Kitsunetsuki dans Gyokuzan Gafu par Gyokuzan Hōkyō

La kitsunetsuki, parfois écrit kitsune-tsuki (狐憑き ; 狐付き, « possession de renard » ou « possession par le renard ») autrefois appelée komi (狐魅), est un phénomène de possession spirituelle issu du folklore japonais, désignant un état de confusion mentale où une personne est censée être possédée par l'esprit d'un renard (狐の霊, kitsune no rei). Souvent comparée à la lycanthropie clinique selon les standards de la médecine occidentale.
Selon les croyances, le renard est censé entrer dans la victime, souvent une jeune femme mentalement vulnérable, par des moyens surnaturels, par que les ongles ou la poitrine, elle peut provoquer divers symptômes : changements de comportement, acquisition de capacités surnaturelles (comme la lecture chez les illettrés), altération des expressions faciales pour ressembler à celles d'un renard, envies d’aliments spécifiques, apathie, agitation, et aversion pour le contact visuel. D’autres croyances matérialisent cette forme de possesion par l’apparition de créatures spirituelles spécifiques, que certaines personnes peuvent utiliser en tant que familier.
Le kitsunetsuki fut reconnu comme un trouble spécifique surnaturel dès l'époque Heian et demeura un diagnostic courant pour les troubles mentaux jusqu'au début du XXe siècle,. À la fin du XIXe siècle, le docteur Shunichi Shimamura (島邨俊一) observa que les maladies physiques causant de la fièvre étaient aussi parfois interprétées comme un kitsunetsuki. Aujourd'hui, cette « maladie » est classé en médecine comme un syndrome lié à la culture, spécifique au Japon, où les personnes atteintes croient être possédées par un renard.

## Histoire

### En tant que phénomène surnaturel
C’est dans le Nihon ryōiki que les premières traces écrites concernant des possessions par des renards sont attestés : 
- Dans la province de Mino, la femme-renard d’Ono, qui avait épousée un habitant du village, mais mise en fuite par le chiot de la famille, eu un fils doté de facultés physiques supérieures, notamment celle de courir aussi vite qu’un oiseau qui vole[9].
- Dans un village de cette même province, une femme renommée pour sa force, héritière de la lignée du renard, sème le trouble dans le marché du coin en extorquant et usurpant la marchandise des commerçants. Un jour, une autre femme venue d’Owari, également réputée pour sa vaillance, lui résiste et lui infligea une sévère correction, à coup de fouet[10].
- Un autre récit se déroulant pendant la période Nara raconte l’histoire d’un moine qui tenta d’exorciser une personne possédée par un renard. Cependant, le renard, mu par le ressentiment d’avoir été tué par le patient lors de sa vie antérieure, fut intraitables, refusant tout exorcisme et finit par le tuer par sa possession. Un an plus tard, alors qu’un homme se promenait avec son chien, il passa devant un disciple du patient devenu malade récemment, à cause de la nouvelle possession par le renard. D’un coup, le chien se précipita sur l’animal et le tua. Ce chien était en fait, l’âme du patient précédemment tué par le renard venu se venger[11].

Dans le Konjaku monogatari, on trouve le passage suivant : 

« 物託の女、物託つて云く、己は狐也、祟をなして来れるに非ず、ただ此所には自ら食物散らふものぞかしと思ひて指臨き侍るを以て被二召籠一て侍るなり »

« La médium, possédée, déclara : « Je suis un renard. Ce n’est pas par désir de châtiment que je suis venue, mais simplement parce que je pensais que, en cet endroit, on trouve habituellement quelque nourriture qui tombe çà et là. Je suis donc venue de moi-même, en vous observant, et je suis restée là, retenue par votre emprise. »

— Konjaku monogatari, section "Honchō fureiki", tome 40

Fujiwara no Sanesuke évoque également le phénomène dans son journal, le Shōyūki (小右記) (jp), à la huitième lune de la quatrième année de l’ère Chōgen (1031). On en trouve aussi mention dans le Kokon chomonjū (古今著聞集) (en) compilé durant l’ère Kenchō, et dans le Nakahara Yasutomi ki (中原康冨記) (jp) de l’ère Ōei.
À l’époque d’Edo, les témoignages relatifs à la possession par les renards étaient particulièrement nombreux.
Le Wakan sansai zue rapporte la croyance suivante, partagée notamment parmi les guerriers :

« 狐托二於人一也、強気者則不レ能レ托、蓋邪気乗レ虚入之謂也 »

« Le renard prend possession des Hommes. Mais ceux qui ont un esprit fort ne peuvent être possédés. En effet, la possession désigne ce phénomène où un esprit impur s’engouffre dans un vide intérieur. »

Une anecdote concernant Katō Yoshiaki a également été transmise :

« そのむかし、加藤左馬助嘉明、里人を従へて野を逍遙す、狐叢に眠るを見て、里人に命じてこれを撃たしむ、然るに、その狐里人に托いて種々の譫言をし、狂ひ廻るによりて、その親族大に駭き、祈祷加持を営めど、さらに退かず、一時一人の導士来り、われこれを退かしめんと数珠を揉みて経を誦す、時に嘉明ここに来り、この体を見てうち笑ひ、かれもまた狐なりと、鳥銃をもて撃殺すに、果して年回る狐なり、これ元来嘉明に寇すべき筈なるを、強気により托く事かなはず、因て里人に托きたるなり »

« Autrefois, Katō Samasuke Yoshiaki se promenait à travers champs accompagné de paysans. Apercevant un renard endormi dans un fourré, il ordonna à l’un des villageois de lui tirer dessus. Mais aussitôt, le renard prit possession de ce villageois et se mit à proférer toutes sortes de paroles délirantes, tournant en rond comme fou. Sa famille, épouvantée, tenta en vain de le faire guérir en recourant à des prières et des rituels d’exorcisme. Un jour, un maître religieux vint et, prétendant pouvoir chasser l’esprit, se mit à réciter des sutras en égrenant son chapelet. À ce moment-là, Yoshiaki arriva sur les lieux, observa la scène, et éclata de rire. Il déclara que cet homme était aussi possédé par le renard et, avec son arquebuse, le tua d’un coup. En effet, il s’agissait bien d’un vieux renard. À l’origine, celui-ci avait voulu s’en prendre directement à Yoshiaki, mais comme ce dernier avait un esprit fort, il n’avait pu le posséder, et s’était donc résolu à prendre pour cible un simple villageois. »

— Shōtei hogo no (松亭反古嚢)
Dans le Tanikyō zokushū (谷響続集), on trouve la remarque suivante :  

« 魅惑与二悩者一事殊也 »

« Le fait de se métamorphoser ou de posséder une personne sont deux choses totalement différentes. »

Dans le Butoku hennen shūsei (武徳編年集成) il est également rapporté :  

« 浮田秀家の室、妖恠に侵され悩乱す、秀吉来臨これ老狐の所為たる由を聴玉ひ、一簡を稲荷の祠官に投ぜらる »

« L’épouse d’Ukita Hideie fut tourmentée et troublée par un esprit surnaturel. Hideyoshi, venu en personne, entendit dire qu’il s’agissait de l’œuvre d’un vieux renard, et fit parvenir une lettre au prêtre du sanctuaire d’Inari. »

Ces croyances étaient répandues parmi les guerriers, mais aussi dans le milieu médical. Par exemple, le médecin confucéen Hara Nanyō (原南陽) croyait aux treize espèces d’esprits-renards évoqués par les shamans (巫覡, ''buseki'') (en) , et considérait que leur diagnostic et leur traitement relevaient des rituels de prière accomplis par les religieux du shugendō.
Les personnes concernées étaient souvent enfermées dans des pièces grillagées appelées zashikirō (座敷牢) (jp). Parmi les aristocrates, certaines étaient envoyées au temple Iwakura Daiun (岩倉大雲寺) (jp) à Kyoto. Dans certains cas, elles étaient enchaînées ou subissaient des sévices. Toutefois, il n’existe aucun registre avant l’étude de 1818 intitulée : jikkō oyobi sono tōkeiteki kansatsu (実況及ビ其統計的観察, « Enquête de terrain et observation statistique sur la détention à domicile des malades mentaux »).
Concernant la bibliographie, en 1786, Yamane Yoemon Minorisuke (山根与右衛門), chef du village de Nakano, dans le district de Shingun, province d'Izumo, publia l’Izumo kokunai hitogitsune monogatari (出雲国内人狐物語, « Histoires d’alopecanthropie d’Izumo »), un ouvrage précurseur proche d’une étude savante. En 1918, le médecin Suyama Hinan (陶山簸南) du village de Gosenkoku (jp) à Hōki, publia à Kyoto, un ouvrage intitulé Jinko benwakudan (人狐弁惑談, « Récit de possesions par des hommes-renards »). On trouve également des mentions de possessions par des renards dans le Bōsō manroku (茅窻漫録) de Chihara Sadanao, publié en 1833 dans le Kintei zatsuroku (筠庭雑録) de Kitamura Nobunori (喜多村信節) (jp) la même année, et dans le Zen’an zuihitsu (善庵随筆) d’Asakawa Kaname (朝川鼎), paru en 1850.

### Démystification du phénomène
Sous l’ère bunka, le médecin du domaine de Tottori, Tōyama Dairoku (陶山大禄) fut le premier à remettre en question le caractère fantaisiste et irrationnel de la kitsunetsuki : dans son ouvrage Jinko benwaku (人狐弁惑), il y écrit la chose suivante : 

« 狐憑は狂癇の変証にして所謂卒狂これなり、決して狐狸人の身につくものにあらず »

« La possession par le renard est une manifestation atypique de 狂癇 (kyōkan, crises convulsives hystériques) et correspond à ce que l’on appelle communément sokkyō (卒狂, accès de folie soudaine). En aucun cas il ne s’agit réellement de renards ou de tanukis qui s’attacheraient au corps des gens. »

Il y donne des exemples visant à démontrer que le renard n’est pas une créature surnaturelle, évoquant des cas où la possession par le renard se transformait en possession par le cheval (馬憑き, mumatsuki), et conclut que : 
« (畢竟これ皆精神錯乱の致すところなり, « Tout cela, en fin de compte, est le résultat d’un dérèglement mental ») ».
En 1807, Kagawa Shūtoku (香川修徳) dans le cinquième volume de son Ippondō gyōyo igen (一本堂行余医言) répertorié les affections autrefois globalement désignées sous le terme de « kitsunetsuki » en six catégories distinctes, rejetant ainsi la notion de possession :
1. Kyō (驚?) : maladies infantiles à symptômes convulsifs (comme les crises de convulsions) ;
2. Ten (癲?) : formes graves d’épilepsie ;
3. Kyōten (驚癲?) : troubles névrotiques complexes ;
4. Kyō (狂?) : formes de schizophrénie, divisées en Jūkyō (柔狂?, schizophrénie hébéphrénique) et Gōkyō (剛狂?, schizophrénie catatonique) ;
5. Chidon (痴鵔?) : déficience intellectuelle ;
6. Fushoku (不食?) : troubles de l’alimentation.

Cependant, ces débats restèrent largement confinés aux cercles savants, et la croyance populaire persista. Dans le monde médical, les personnes accusées de possession furent qualifiées de fūtenjin (瘋癲人, « fous délirants »).
Après la restauration de Meiji, l’introduction de la médecine occidentale fit de la kitsunetsuki un objet de critique dans la littérature de vulgarisation, comme dans Bunmei kaika (文明開化) de Katō Yūichi ou Kyūshū isshin (旧習一新) de Masuyama Morimasa. En 1885, le médecin interniste Erwin von Bälz examine et soigne une femme prétendument possédée et publie un article, concluant qu’il s’agit d’un trouble hystérique dû à une atteinte cérébrale. Il remet également un rapport officiel au gouvernement, qui tente d’éradiquer la superstition via le journal officiel.
Le penseur sceptique Inoue Enryō inclut la kitsunetsuki dans sa classification des yōkai dans son ouvrage Yōkai kōgi (妖怪講義), qu’il présente comme une tentative de démystification scientifique.
En 1892, Shun’ichi Shimamura (島村俊一), sur ordre du gouvernement, mène une enquête sur les cas de possession au département de Shimane et en fait un rapport. L’année suivante, Hajime Sakaki (榊俶) en fait une observation psychiatrique, et Kure Shūzō (呉秀三) en rédige la première description clinique, déclarant : 

« 狐憑病は、鬼魅憑依などの一種にして、精神病に於て地方普通の妄信の檀呈するものに他ならず、而してその妄信の主として依托するところは、その症を構成する各原障礙なり、されば西洋には、狼憑、犬憑、鬼憑ありて狐憑なく、所謂狐憑なるもの、わが国に於ては頗る多く、狂疾を視て直に以て狐憑とするもの少なかあず、而してその色容を帯び来るの証候は、大体三種あり、曰く妄想に発するもの、曰く妄覚ない発するもの、曰く本人意識の変常に発するもの、これなり »

« La maladie de la possession par le renard est un type de possession par un esprit, expression régionale d’une croyance erronée autour d’un trouble mental. Cette croyance populaire attribue à des entités surnaturelles les causes mêmes de la maladie. C’est pourquoi il existe en Occident des cas de possession par des loups, des chiens, ou des démons, mais pas par des renards. Au Japon, en revanche, les cas de possession par le renard sont nombreux. À tel point que toute folie est souvent qualifiée de « possession par le renard ». Cette affection présente généralement trois formes cliniques : celles dues à des délires, celles dues à des hallucinations, et celles dues à un trouble de la conscience de soi. ―『精神病学集成』, Kure Shūzō »

En 1902, le directeur de l’hôpital psychiatrique d’Ōji, Kadowaki Masae (門脇眞枝), traite 113 cas et publie Kitsunetsuki-byō shinron (狐憑病新論, « Nouvelle théorie sur la maladie de possession par le renard »), dans laquelle il établit des tableaux statistiques liant possession et troubles mentaux. Au cours de l’ère Taishō, les recherches furent poursuivies par Morita Masatake (森田正馬) et Shimoda Kōzō (下田光造)puis reprises après la guerre par Sakurai Tonan’yū (桜井図南雄) et Shinpuku Naotake (新福尚武).
Malgré l’ouverture de quelques établissements psychiatriques privés à Tokyo et Kyoto, le traitement des malades resta limité par l’idée que la possession était une honte familiale qu’il fallait cacher. La négligence de la psychiatrie due à l’augmentation du budget militaire après la Première Guerre mondiale ralentit fortement le projet d’hôpitaux psychiatriques défendu par Kure Shūzō. En conséquence, la pratique du shitaku kanchi (私宅監置) — l’isolement du malade dans une pièce de la maison (座敷牢, zashiki-rō) — perdura jusqu’au boom des établissements privés après la Seconde Guerre mondiale. Ce n’est qu’alors, avec les hospitalisations en série, que la société en vint à considérer la possession comme un véritable trouble mental.
Après la guerre, le zoologue Iwata Masatoshi (岩田正俊) publia un ouvrage intitulé Jinko (人狐), analysant le phénomène de la kitsunetsuki du point de vue de l’éthologie.
Parmi les hypothèses modernes concernant les causes de la kitsunetsuki, figure l’encéphalite auto-immune à anticorps anti-récepteurs NMDA (抗NMDA受容体抗体脳炎). En septembre 2011, une étudiante japonaise de 21 ans en séjour aux États-Unis commence à souffrir de maux de tête, puis présente des épisodes d’agitation violente, des convulsions, des sueurs, et une perte de conscience accompagnée d’exclamations répétées (« Je vais mourir ! »). Les symptômes — mouvements désordonnés, gestes incontrôlés, visage figé — rappelaient fortement des cas jadis interprétés comme possession ou nécessitant un exorcisme. Après diagnostic, il s’avéra qu’elle souffrait d’encéphalite anti-NMDAr, dont elle guérit grâce à un traitement suivi au Japon et aux États-Unis.

## Croyances Populaires
Les récits de kitsunetsuki sont des phénomènes largement attestés dans le folklore japonais, se manifestant à travers tout le pays. Historiquement, le kitsunetsuki était souvent décrit comme une forme de maladie mentale de type hystérique ou convulsif, fréquemment observée chez des individus considérés comme intellectuellement faibles ou des femmes particulièrement sensibles à la suggestion. Une tradition de la ville d’Ebina, dans la préfecture de Kanagawa, rapporte même que les anciens y affirmaient que les femmes de foyers touchés par la possession — ou les mères elles-mêmes supposément possédées — étaient souvent « de nature bonne mais dépourvues d’éducation, incapables d’autonomie et s’en remettant toujours aux autres ».
Bien que cette croyance ait largement perdu de son importance, des récits de possession par un renard subsistent encore, comme les allégations selon lesquelles des membres du culte Aum Shinrikyō Aum Shinrikyō (オウム真理教) auraient été possédés.

### Manifestations et Symptômes
Dès l’époque de Heian Heian (平安, Heian, « paix et tranquillité »), des sources décrivent des cas où des personnes se prenaient pour des renards, se comportant ou parlant comme tels. Un trait récurrent dans ces récits est l'attirance marquée pour le sekihan (赤飯, sekihan, « riz rouge ») (riz cuit avec des haricots azuki) et l’aburaage (油揚げ, aburaage, « tofu frit »).
Les symptômes pouvaient également inclure de l'apathie, de l'agitation, et une aversion pour le contact visuel. Un exemple célèbre est le cas du renard O-tora gitsune (おとら狐, O-tora gitsune, « renard O-tora »), associé à la région de Nagashino (長篠, Nagashino, « longue bambou »). On racontait que ce renard avait perdu un œil et été blessé à la jambe gauche lors de la bataille de Nagashino. Les personnes qu’il possédait se plaignaient alors de sécrétions à l’œil gauche et de douleurs à la jambe gauche, empruntant la voix du renard pour raconter l’histoire de la bataille,.
Dans les Îles Gotō (préfecture de Nagasaki), les renards célestes (天狐, tenko) seraient capables de conférer des pouvoirs surnaturels à ceux qu’ils possèdent.

### Rituels d'Exorcisme
Les rituels de jorei (除霊, jorei, « purification des esprits ») variaient considérablement d’une région à l’autre, conduits par des ascètes (gyōja) ou des prêtres shinto (shinshoku). Parmi les méthodes employées, on trouvait :
- La matsuba ibushi (松葉いぶし, matsuba ibushi?, « fumigation de feuilles de pin »), qui consiste à brûler des aiguilles de pin.
- Se faire lécher par un chien, animal que le renard est censé craindre.
- Boire une décoction d’os de loup, considéré comme plus puissant que le renard[27].
- Des épreuves physiques comme les traversées de feu (火渡, hiwatari?), les aspersions d’eau chaude bénite (湯加持, yukaji?)), ou les retraites sous une cascade et dans l’eau froide (takigyō et suigyō).
- Des pratiques de magie et de malédiction, telles que planter des aiguilles dans une poupée humaine kagehari (影針, kagehari?, « aiguille d'ombre ») ou des rites de kendō (剣道, kendō?, « voie du sabre »)[28].
- Faire brûler du soufre en présence de gingembre (à Tabito) ou faire vibrer une corde d’arc dans l’obscurité hikimi (ヒキミ, hikimi?, « tirer l'arc ») à Ryōgōchi).
- Des "purifications rudes" (araharai) impliquant des insultes ou des flagellations.

À l’issue de ces rituels, il était courant d’offrir et de jeter dans une rivière du riz rouge, des lamelles de tofu frites, de sacrées  grande baguette de chanvre sacrée (大幣, ōnusa), et des lampes votives.
On trouve également des formes de possession liées au culte d’ Inari (稲荷, Inari). Certains yamabushi yamabushi (山伏, yamabushi, « celui qui se couche sur la montagne ») (ascètes de montagne) et miko (巫, miko, « chamane ; prêtresse de sanctuaire ») considéraient le renard comme un messager divin, réalisant des rituels ou des oracles à travers lui, dans des pratiques connues sous le nom d’ inari-sage (稲荷下げ, inari-sage, « descente d'Inari ») »,. La profonde vénération pour le renard est également illustrée par le culte d’Inari, la pratique ésotérique bouddhique du dakiniten-hō (荼枳尼天法, dakiniten-hō, « rituel de Dakini »), et les oracles réalisés par des ascètes et des médiums utilisant des renards. Ces croyances ont servi de terreau au développement des coutumes associées à la possession par un renard.
Le folkloriste Kunio Yanagita a conclu, après ses recherches menées de l’ère Taishō à l’après-guerre, que les phénomènes de possession, y compris le kitsunetsuki, étaient le résultat de la déformation d’anciennes croyances par des ascètes à la suite de l’effondrement des cultes ancestraux. Ses idées ont influencé des chercheurs comme Orikuchi Shinobu (折口信夫) et l’historien Yoshida Sadakichi (吉田貞吉), qui ont également publié des travaux sur le sujet.

### Le Kitsunemochi et les Familles Possédées
Une forme spécifique de superstition est celle des kitsunemochi (狐持ち, « possesseurs de renards »), où des renards, considérés comme des esprits protecteurs ou des entités héréditaires, se transmettent au sein de certaines lignées familiales, connues sous le nom de  tsukimono-suji (憑きもの筋, « lignée de possession »). Selon les régions, ces esprits peuvent être appelés kuda-gitsune (管狐, « renard-pipe »), osaki (尾先, « pointe de queue »),, yako (野狐, « renard sauvage »), ou  ningko (人狐, « homme-renard » ; « alopecanthrope),.
Ces familles sont censées pouvoir accumuler la richesse grâce à l'aide de ces renards, mais étaient craintes par les autres car on croyait qu'elles pouvaient infliger des maladies, des malédictions sur les biens, les cultures ou le bétail de leurs ennemis. Les alliances matrimoniales avec ces familles étaient donc proscrites. Parfois, même de riches propriétaires terriens étaient accusés de possession par des renards, une accusation qui servait parfois à les exclure du tissu social et pouvait entraîner de réels problèmes sociaux. La possession de famille par ces renards peut être involontaire et héréditaire, résultant des mauvaises intentions d'un membre ayant eu recours à une possession.
Lorsqu'un renard possède une personne, il peut invoquer des  tsukimono (憑き物, tsukimono, « chose possédante ») qui se chargent de la possession. Par exemple, les yako feraient apparaître de petites créatures vulpines noires ou blanches, de la taille d'un chat ou d'un rat. Ces créatures, que sont les osaki ou les kuda-gitsune, peuvent aussi exister dans la nature et être utilisées par des humains comme des familiers pour divers usages, y compris pour s'enrichir. Une famille détenant un tel familier est alors désignée sous les noms de  tsukimono-tsuji (憑物辻, tsukimono-tsuji, « carrefour de possession ») ou tsukimono-tsukai (憑物遣い, « utilisateur de possession »).